# Картопля по-селянськи

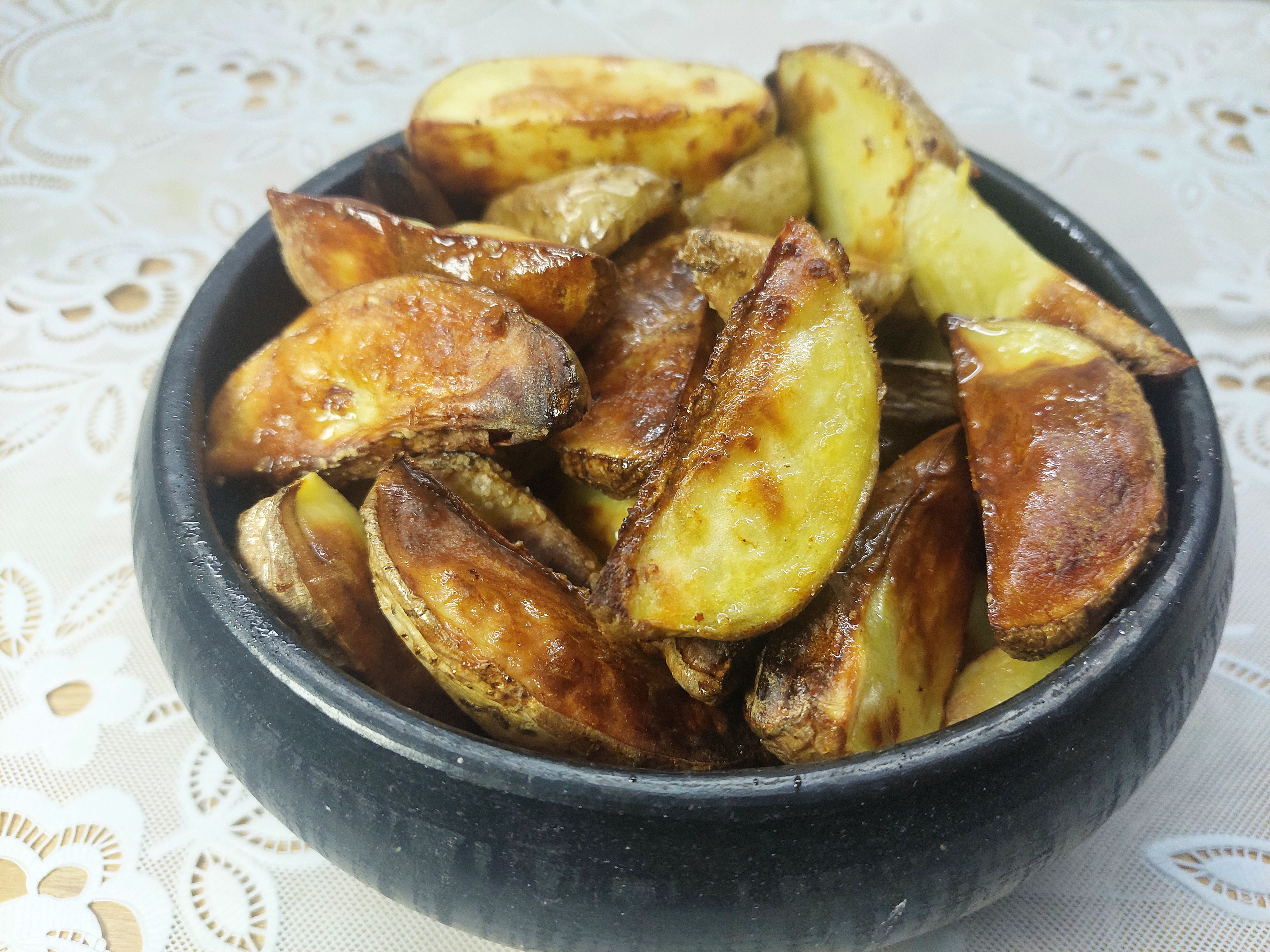
Приготована картопля

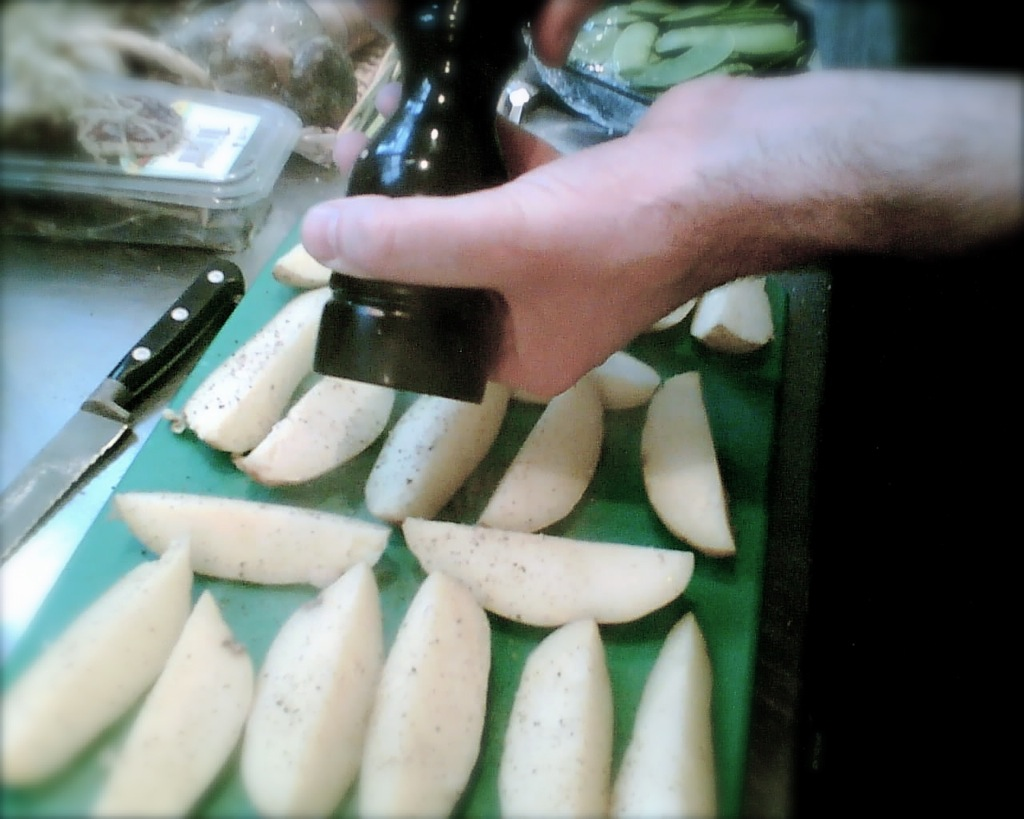
Сучасний варіант приготування

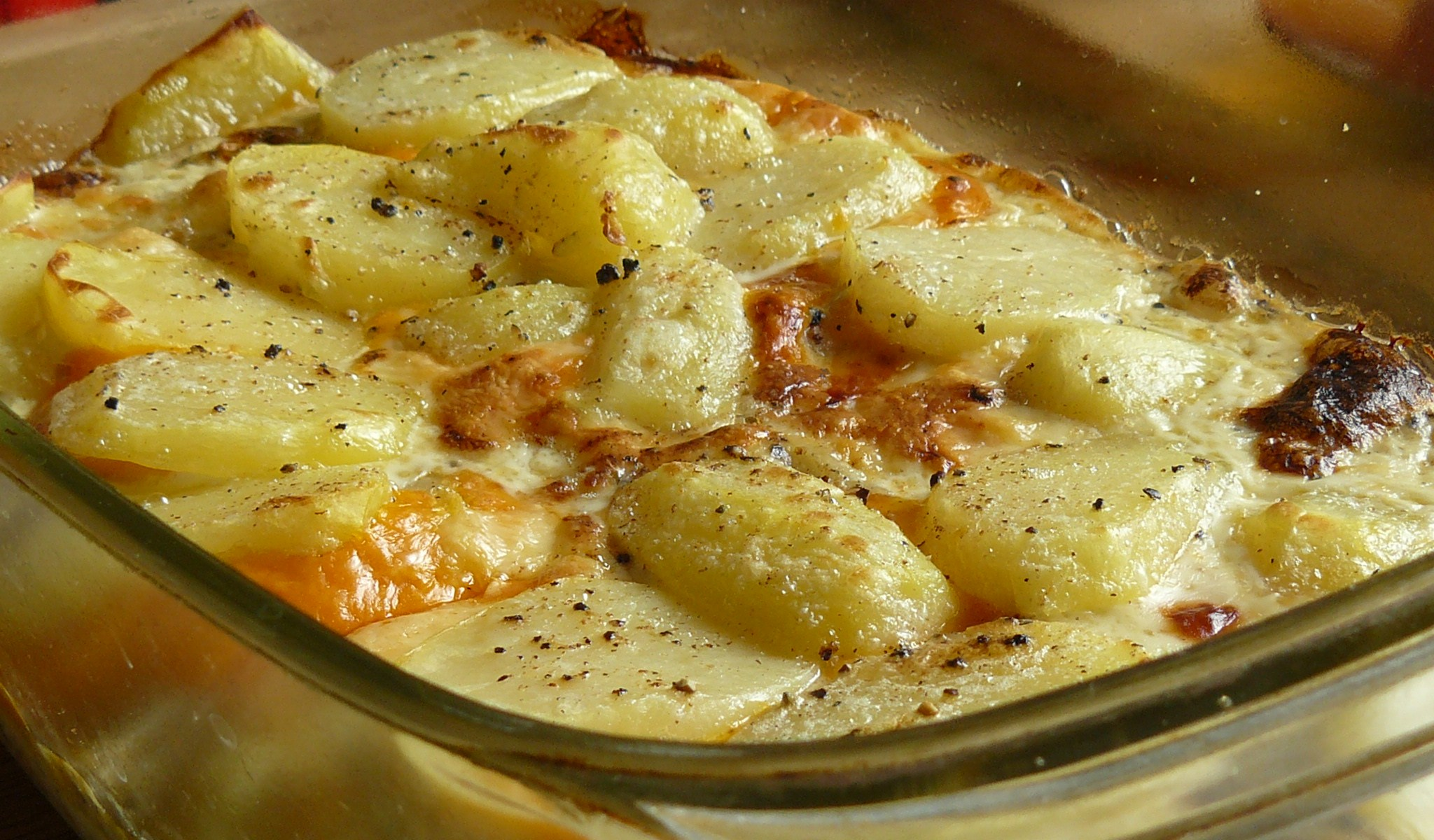
Картопля

Картопля по-селянськи — українська страва з картоплі; закарпатська народна страва.
Перед подачею посипають дрібно нарізаною петрушкою. До картоплі подають свіжі або солоні овочі чи салат.

## Приготування
Класичний рецепт:
На сковорідці обсмажують тонкі шматки сала. На підсмажене сало кладуть нарізану півкільцями цибулю й нарізану часточками картоплю, солять, посипають чорним молотим перцем, прикривають кришкою і смажать майже до готовності. Потім картоплю посипають шаром тертого твердого сиру, заливають збитим яйцем, кладуть у духовку і запікають до рум'яності. 
Сучасний рецепт:
Ретельно помиту картоплю нарізати на скибки-слайси. Додати до картоплі половину чайної ложки солі, залити окропом і залишити так на 20 хвилин. Після цього злити з картоплі воду. До крохмалю додати спеції, ложку солі, все перемішати. Обваляти скибки картоплі в суміші з крохмалю і спецій. Запікати за температури 200° 25-30 хвилин.